# Ipotesi Griesbach

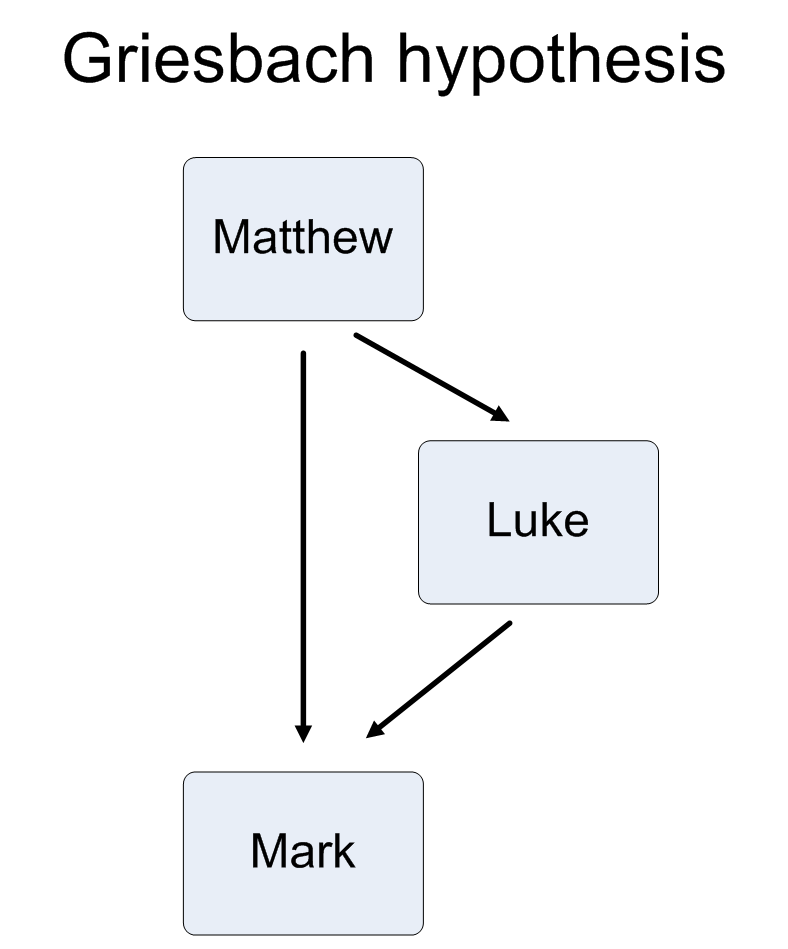
L'ipotesi Griesbach suggerisce che il Vangelo secondo Matteo fu scritto per primo, che il Vangelo secondo Luca fu scritto per secondo e che il Vangelo secondo Marco fu scritto per ultimo usando sia Matteo che Luca come fonti.

L'ipotesi Griesbach è una soluzione del problema sinottico formulata all'inizio del XIX secolo. Essa dà priorità al Vangelo secondo Matteo, che sarebbe dunque il primo dei vangeli sinottici ad essere stato composto, suggerisce che il Vangelo secondo Luca sia stato composto usando Matteo come fonte, e ipotizza che il Vangelo secondo Marco sia stato scritto per ultimo, utilizzando sia Matteo che Luca come fonti.
La sua formulazione moderna, attribuibile a William Farmer, prende il nome di "ipotesi dei due vangeli".

## Formulazione e diffusione dell'ipotesi
L'ipotesi fu formulata inizialmente dal biblista britannico Henry Owen (1716-1795) in un testo pubblicato nel 1764 e da Friedrich Andreas Stroth (1750-1785) in un articolo pubblicato anonimo nel 1781; si trattava di una riorganizzazione dell'ordine di composizione così come ipotizzato dalla tradizionale ipotesi agostiniana, che voleva i vangeli sinottici scritti nell'ordine Matteo, Marco, Luca. Johann Jakob Griesbach, da cui l'ipotesi prese poi il nome, accennò all'idea che fosse stato l'autore di Luca e non quello di Marco ad usare Matteo (e la tradizione non inclusa in Matteo) per la composizione del secondo vangelo sinottico durante un discorso tenuto all'Università di Jena in occasione delle celebrazioni della Pasqua del 1783; successivamente Griesbach pubblicò l'ipotesi nella Dimostrazione che tutto il Vangelo secondo Marco è estratto dalle narrazioni di Matteo e Luca.
I punti di forza dell'ipotesi sono quei brani, detti "concordanze minori", in cui il Vangelo secondo Matteo e quello secondo Luca concordano in opposizione al Vangelo secondo Marco (ad esempio in Matteo 26,68, Luca 22,64 e Marco 14,65) e che potrebbero essere mere coincidenze o prove della dipendenza di uno tra Matteo e Luca dall'altro.
Oggi l'ipotesi di Griesbach è sostenuta da pochi studiosi, tra cui William Farmer, Bernard Orchard,  Enoch Powell e David L. Dungan; da quando Farmer ha composto alcuni scritti contrari alla più diffusa teoria della priorità marciana e in favore della priorità di Matteo, questa ipotesi è detta "ipotesi dei due vangeli", in quanto considera Matteo e Luca i vangeli sinottici principali e Marco una versione posteriore e meno originale.